# Ohio Versus Everything
Palmarès
1 fois Impact World Tag Team Champions
Ohio Versus Everything est un clan de catch composé de Jake Crist, Madman Fulton et Sami Callihan.

## Carrière

### All American Wrestling (2009–2018)
Lors de AAW Epic: The 10th Anniversary Event, ils perdent contre Men Of The Year (Ethan Page et Michael Elgin) et ne remportent pas les AAW Tag Team Championship.
Lors de AAW United We Stand 2017, ils battent War Machine (Hanson et Raymond Rowe).
Le 3 février 2018 lors de AAW The Chaos Theory, Dave & Jake Crist battent Brett Gakiya & C. J. Esparza.
Le 4 août lors de AAW Jawbreaker, Sami Callihan, & Jake et Dave Crist battent PACO, Stephen Wolf & The Space Monkey.
Le 31 août lors de AAW Defining Moment 2018, Jake et Dave Crist battent Ace Austin & Brian Cage, plus tard Sami Callihan bat Jimmy Jacobs.
Le 8 septembre lors de AAW Seize the Day 2018, Jake Crist perd contre Jimmy Jacobs au cours d'un Street Fight.

### Combat Zone Wrestling (2011–2012; 2014–2018)
Lors de Deja Vu 2014, ils battent The Juicy Product (David Starr et JT Dunn) et remportent les CZW World Tag Team Championship. Lors de Cage Of Death XVI, ils conservent leur titre contre The American Wolves (Davey Richards et Eddie Edwards).

### Global Force Wrestling / Impact Wrestling (2017–2020)
Le 17 août 2017 lors de Destination X, Jake et Dave Crist font leurs débuts à Impact en battant Jason Cade et Zachary Wentz.

#### GFW/Impact World Tag Team Champions (2017)
Lors de Impact!: Victory Road, ils battent The Latin American Xchange (Ortiz et Santana) et remportent les GFW World Tag Team Championship. Ils perdent les titres contre The Latin American Xchange le 4 janvier à Impact. Le 18 janvier, Callihan, Jake et Dave Crist perdent un Barbed Wire Massacre match contre The Latin American Xchange. Le 1er février à Impact, ils confrontent LAX.

#### Diverses rivalités (2018-2019)
Le 22 avril 2018 à Redemption, ils battent Tommy Dreamer, Eddie Edwards et Moose au cours du premier House of Hardcore match. Le 3 mai à Impact, Dave et Jake Crist battent KM et Fallah Bahh. Le 24 mai à Impact, Jake et Dave Crist battent Drago et Aerostar par disqualification après qu'Eddie Edwards les ait frappé à coups de kendo stick. Le 10 juin à XPlosion, Jake et Dave Crist battent Tech. Le 14 juin à Impact, Jake Crist perd contre El Hijo del Fantasma, après le match les trois membres de oVe attaquent Fantasma mais ils seront repoussés par Pentagón Jr.. Le 21 juin à Impact, Jake et Dave Crist perdent contre El Hijo del Fantasma et Pentagón Jr., après le match les trois membres de oVe attaquent Pentagon, tentant de lui arracher son masque mais ils sont repoussés par Fantasma. Le 28 juin à la PCW, Callihan perd contre Pentagon Jr., après le match, oVe attaque ce dernier et lui arrache son masque. Le 5 juillet à Impact, ils attaquent Fenix et Rich Swann et tentent de démasquer Fenix jusqu'à ce que Pentagón Jr. viennent les repousser. Le 12 juillet à Impact, oVe et Callihan battent Rich Swann, Pentagón Jr. et Fenix.
Le 22 juillet lors de Slammiversary, Samy Callihan perd contre Pentagón Jr. au cours d'un Hair versus Mask match.
Le 2 août à Impact, Jake et Dave Crist perdent contre The Lucha Bros (Pentagón Jr. & Fénix). Le 9 août à Impact, Callihan oblige Jake Crist à raser le crâne de son frère Dave.
Le 30 août à Impact, Callihan et les frères Crist attaquent les Lucha Bros mais ils seront à leur tour attaqués par Brian Cage qui les fera fuir. Le 6 septembre à Impact, Callihan et les frères Crist battent Zachary Wentz, Ace Austin & Trey Miguel. Après le match, Callihan porte un Piledriver sur Ace Austin déclarant ensuite qu'OVE est le meilleur trio du monde.
Le 20 septembre à Impact, Callihan, Jake et Dave battent Aerostar, Vikingo et Lareto Kid. Plus tard, ils tenteront d'attaquer les Lucha Brotherds mais y renonceront après l'arrivée de Brian Cage. Le 27 septembre à Impact, Jake Crist perd contre Brian Cage. Après le match, Callihan et Dave Crist attaquent Cage mais les Lucha Brothers viendront enlever Dave ce qui permettra à Cage de prendre le dessus sur Callihan et Jake. Le 4 octobre à Impact, Callihan et les frères Crist perdent contre les Lucha Brothers et Brian Cage par disqualification après que Callihan ait frappé l'arbitre. Après le match, une bagarre éclate entre les six hommes.
Le 14 octobre lors de Bound for Glory 2018, les Lucha Brothers et Brian Cage perdent contre oVe au cours d'un oVe Rules match. Le 25 octobre à Impact, Callihan bat Trevor Lee. Après le match, Callihan et les frères Crist sont attaqués par Brian Cage.  
Le 6 décembre à Impact, Jake Crist bat Willie Mack et parvient à se qualifier pour le Ultimate X. La semaine suivante à Impact, Dave Crist perd contre Rich Swann et ne se qualifie pas pour l'Ultimate X.  
Le 6 janvier 2019 lors de Homecoming, Jake Crist ne parvient pas à remporter le titre de la X Division au cours de l'Ultimate X au profit de Rich Swann (ce match impliquait aussi Trey Miguel & Ethan Page). Plus tard, Callihan bat Willie Mack.  
Le 11 janvier à Impact, Callihan propose à Rich Swann de rejoindre oVe. Le 18 janvier à Impact, Callihan propose de nouveau à Rich Swann de rejoindre oVe. Plus tard, les frères Crist perdent contre LAX.  
Le 22 mars à Impact, Callihan perd contre Rich Swann et ne remporte pas le championnat de la X-Division. Après le match, Callihan attaque Swann avant d'être rejoint par Madman Fulton qui attaquera également Swann devenant membre de OVE. Le 5 avril à Impact, Fulton et Callihan battent Rich Swann et Willie Mack.  
Le 10 mai à Impact, Callihan, Fulton et les frères Crist battent Rich Swann, Willie Mack, Tommy Dreamer et Fallah Bahh lors d'un street fight.

#### X-Division Championship et séparation (2019-2020)
Le 26 juillet à Impact, Jake Crist bat Rich Swann à la suite des interventions de Madman Fulton et Dave Crist et remporte le championnat de la X-Division de Impact.
Le 21 avril, lors de Rebellion, oVe interviens contre Ken Shamrock durant le match Callihan mais ce dernier se retourne contre le clan et quitte clan. 
Le 19 mai 2020, Dave Crist perd contre Crazzy Steve après le match Madman Fulton énervé de la défaite, attaque les frères Crist et quitte oVe.
Le 2 juin 2020, Jake Crist attaque Dave Crist ce qui marque la fin de l'équipe.
Le 22 juin 2020, Dave Crist est renvoyé par la compagnie à la suite des accusations d'agressions sexuelles retenues contre lui.

### The Wrestling Revolver (2018)
Le 3 août 2018 lors de Wrestling Revolver The Catalina Wrestling Mixer Vol. 2, Jake & Dave Crist perdent contre Ortiz et Santana, plus tard, Sami Callihan bat Matt Palmer au cours d'un Street Fight.

## Caractéristiques
- Thèmes Musicaux

| Musique d'entrées | Compositeurs       | Périodes  | Fédération           |
| ----------------- | ------------------ | --------- | -------------------- |
| "OI4K"            | Geoffrey Stump     | 2014-...  | Circuit Indépendant  |
| "Duk Da Fuk Down" | Psychopathic Rydas | 2014-...  | JCW                  |
| OVE               | Dale Oliver        | 2017-2018 | GFW/Impact Wrestling |

## Palmarès
- All American Wrestling

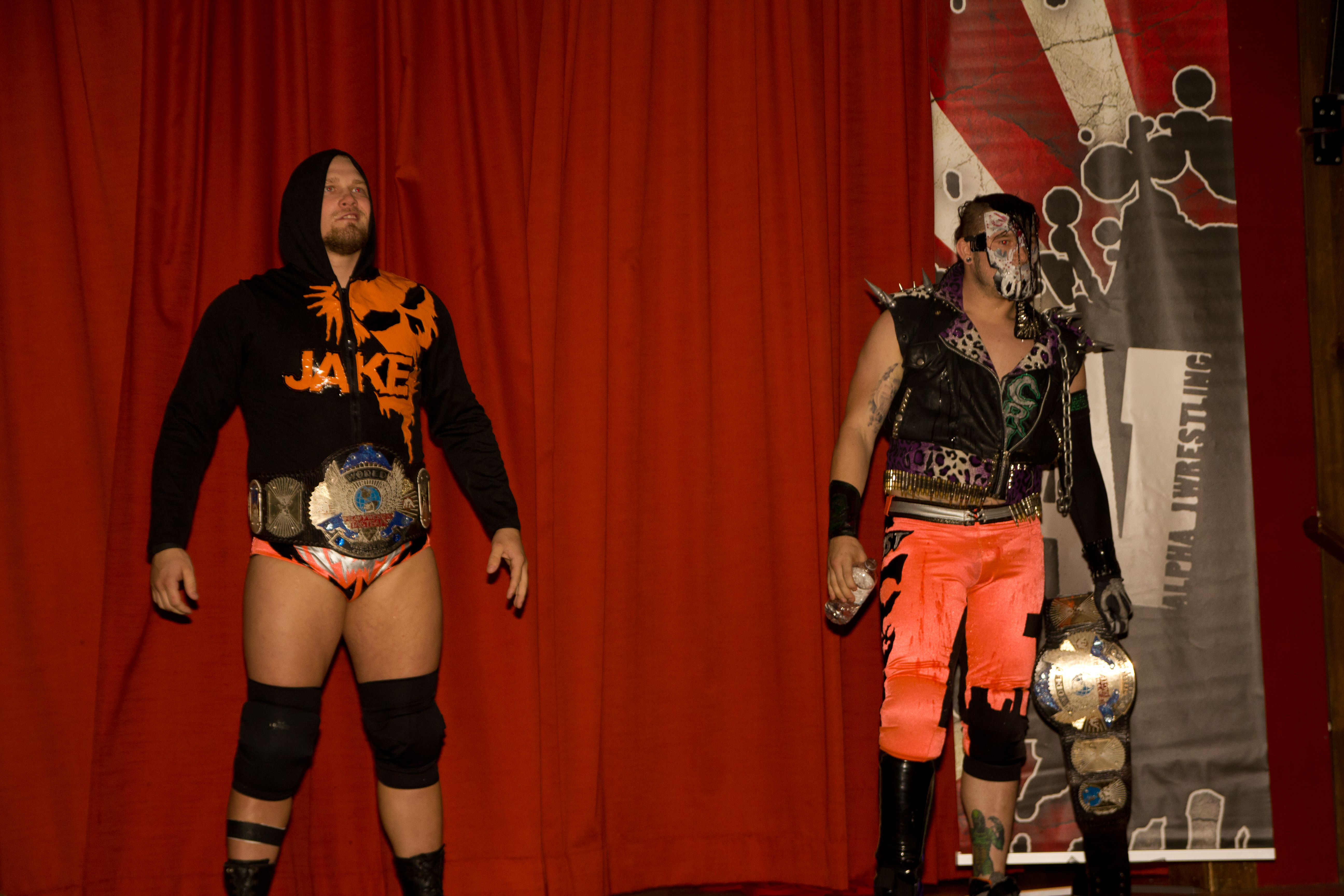
Irish Airborne en tant que A1 Tag Team Champions

  - 4 fois AAW Tag Team Champions – Jake et Dave
  - 1 fois AAW Heavyweight Champions - Sami
  - Jim Lynam Memorial Tournament (2018) - Sami

- Alpha-1 Wrestling
  - 1 fois A1 Tag Team Champions – Jake et Dave

- Absolute Intense Wrestling
  - 1 fois AIW Tag Team Champions - Jake et Dave

- American Pro Wrestling Alliance
  - 1 fois APWA World Tag Team Champions - Jake et Dave

- Combat Zone Wrestling
  - 1 fois CZW World Tag Team Champions - Jake et Dave
  - 2 fois CZW Wired TV Champions – Jake (1) et Dave (1)
  - Best of the Best 16 – Dave

- Destination One Wrestling
  - 1 fois D1W Tag Team Champions - Jake et Dave
  - Harvest Cup (2014) – Dave

- Global Force Wrestling/Impact Wrestling
  - 1 fois Impact World Championship - Sami Callihan
  - 1 fois Impact X-Division Championship - Jake Crist
  - 1 fois GFW / Impact World Tag Team Championship - Jake et Dave
  - Moment of the Year (2018) Brise le visage de Eddie Edwards avec une batte de baseball - Sami
  - Catcheur de l'année (2018) - Sami

- Heartland Wrestling Association
  - 2 fois HWA Heavyweight Champion - Jake
  - 6 fois HWA Tag Team Champions - Jake et Dave
  - 2 fois HWA Television Champions - Lotus (Dave) (1), Crazy J (Jake) (1)
  - HWA Heartland Cup (2011) – Jake

- Infinity Pro Reign
  - 1 fois Infinity Pro Duos Champions - Jake et Dave

- Insanity Pro Wrestling
  - 1 fois IPW World Heavyweight Champion – Jake
  - 2 fois IPW Tag Team Champions - Jake et Dave
  - 5 fois IPW Junior Heavyweight Champion – Dave (2) et Jake (3)
  - IPW Super Junior Heavyweight Tournament (2004, 2005, 2006) – Dave (2004, 2006) et Jake (2005)

- IWA East Coast
  - 1 fois IWA East Coast Tag Team Champions - Jake et Dave

- Independent Wrestling Association Mid-South
  - 2 fois IWA Mid-South Heavyweight Champions – Dave (1) et Jake (1)

- International Wrestling Cartel
  - 1 fois IWC Tag Team Champions - Jake et Dave

- Juggalo Championship Wrestling
  - 5 fois JCW Tag Team Champions - Jake et Dave

- Northwest Ohio Wrestling
  - 1 fois NOW Heavyweight Champion – Dave
  - Glass City Tournament (2016) – Dave

- Rockstar Pro Wrestling
  - Cicero Cup (2014, 2015) – Jake
  - 2 fois Rockstar Pro Champion – Jake (1) et Dave (1)
  - 1 fois Rockstar Pro American Luchacore Champion – Dave
  - 1 fois Rockstar Pro Tag Team Champion – Jake et Aaron Williams
  - 1 fois Rockstar Pro Trios Champions - Jake et Dave avec Jessicka Havok

- Style Battle
  - Style Battle #1 – Dave

- Xtreme Intense Championship Wrestling
  - 1 fois XICW Tag Team Champions - Aaron Williams, Dave Crist, Dezmond Xavier, Kyle Maverick, Trey Miguel et Zachary Wentz